# ريجينالدو فايفي
ريجينالدو فايفي (بالبرتغالية: Reginaldo Faife‏) (14 يونيو 1990 بكيليماني في موزمبيق - ) هو لاعب كرة قدم موزمبيقي في مركز الهجوم. شارك مع منتخب موزمبيق لكرة القدم. أما مع النوادي، فقد لعب مع ليغا موكولمانا مابوتو وناسيونال ماديرا.

## روابط خارجية
- ريجينالدو فايفي على موقع الاتحاد الأوربي (الإنجليزية)
- ريجينالدو فايفي على موقع إي إس بي إن إف سي (الإنجليزية)
- ريجينالدو فايفي على موقع قاعدة بيانات كرة القدم.إي يو (الإنجليزية)
- ريجينالدو فايفي على موقع ناشيونال فوتبول تيمز (الإنجليزية)
- ريجينالدو فايفي على موقع Soccerbase.com (لاعب) (الإنجليزية)
- ريجينالدو فايفي على موقع Soccerway.com (الإنجليزية)
- ريجينالدو فايفي على موقع عالم كرة القدم.نت (الإنجليزية)
- ريجينالدو فايفي على موقع AS.com (الإسبانية)